# Neptosternus borneensis
Neptosternus borneensis är en skalbaggsart som beskrevs av Lars Hendrich och Michael Balke 1997. Neptosternus borneensis ingår i släktet Neptosternus och familjen dykare. Inga underarter finns listade i Catalogue of Life.